# FSGP-metoden
FSGP-metoden (Fast Sublimation Growth Process, är en kemisk metod som bygger på sublimation (där ett fast material övergår direkt till gasform istället för vätskefas) och har utvecklats vid Linköpings universitet. Metoden använder lägre temperatur än andra sublimationsbaserade framställningsmetoder för kiselkarbid. Ett källmaterial, i form av en skiva av kiselkarbid i polykristallin form (utan ordnad kristallstruktur) värms upp och de gaser som bildas transporteras till en skiva av kiselkarbid (med ordnad kristallstruktur) som kallas substrat. Resultatet blir ett nytt substrat med andra egenskaper och som har en hög kvalitet eftersom en lägre temperatur används. Metoden är särskilt lämpad för att utveckla fluorescerande kiselkarbid för vita lysdioder inom allmänbelysning.
Med FSGP kan även andra former av kiselkarbid än den vanliga hexagonala formen framställas. Kubisk kiselkarbid har en mer symmetrisk kristallstruktur och högre mobilitet hos elektronerna, vilket är en fördel för vissa typer av transistorer.